# Onthophagus simplex
Onthophagus simplex är en skalbaggsart som beskrevs av Achille Raffray 1877. Onthophagus simplex ingår i släktet Onthophagus och familjen bladhorningar. Inga underarter finns listade i Catalogue of Life.